# 甲斐九筋
甲斐九筋（かいくすじ）は、甲斐国における古道の総称である。

## 概要
江戸時代後期に編纂された『甲斐国志』巻一において「九筋」の項があり、「本州九筋ヨリ他州ヘ達する道路九条アリ皆路首ヲ酒折ニ起ス」と記述されている。酒折とは現在の甲府市酒折にある酒折宮の所在する地域であり、そこを起点に外部の令制国へ伸びる9つの古道について説明している。
なお、「筋」とは道路以外にも江戸時代における行政区画のことを指す場合があり（筋を参照）、甲斐国でも独自の地域区分として九筋二領が設けられている。九筋の名前はこれが影響していると考えられている。

## 九筋一覧
- 駿州往還（河内路）
- 中道往還（右左口路）
- 若彦路
- 甲斐路（御坂路）
- 青梅街道（萩原路）
- 秩父往還道（雁坂路）
- 穂坂路
- 棒道（大門嶺口）
- 信州往還（逸見路）

## 参考資料
- 甲斐九筋（身延町ホームページより）